# Koigera
Koigera es una localidad del municipio de Kanepi, en el condado de Põlva, Estonia, con una población censada a final del año 2011 de 46 habitantes. 
Se encuentra ubicada al oeste del condado, cerca de la frontera con los condados de Valga y Tartu, y al este del lago Võrtsjärv.